# Жеменовиці
Жеменовиці (пол. Rzemienowice) — село в Польщі, у гміні Опатовець Казімерського повіту Свентокшиського воєводства.
Населення — 189 осіб (2011).
У 1975-1998 роках село належало до Келецького воєводства.

## Демографія
Демографічна структура на день 31 березня 2011 року:
|          | Загалом | Допрацездатний вік | Працездатний вік | Постпрацездатний вік |
| -------- | ------- | ------------------ | ---------------- | -------------------- |
| Чоловіки | 107     | 23                 | 73               | 11                   |
| Жінки    | 82      | 8                  | 48               | 26                   |
| Разом    | 189     | 31                 | 121              | 37                   |